# Kupčinji Vrh
Kupčinji Vrh este o localitate din comuna Majšperk, Slovenia, cu o populație de 132 de locuitori.